# 1946 en Saskatchewan
Chronologie de la Saskatchewan
- 1942
- 1943
- 1944
- 1945
- 1946
- 1947
- 1948
- 1949
- 1950

Cette page concerne des événements d'actualité qui se sont produits durant l'année 1946 dans la province canadienne de la Saskatchewan.

## Politique
- Premier ministre : Tommy Douglas
- Chef de l'Opposition :
- Lieutenant-gouverneur : Reginald John Marsden Parker
- Législature :

## Naissances
- 14 décembre : Ron Barkwell (né à Moose Jaw) est un joueur professionnel de hockey sur glace canadien[1].

## Décès
- 29 décembre : James Thomas Milton Anderson, premier ministre de la Saskatchewan.